# Operaciones Temeraria y Persecución

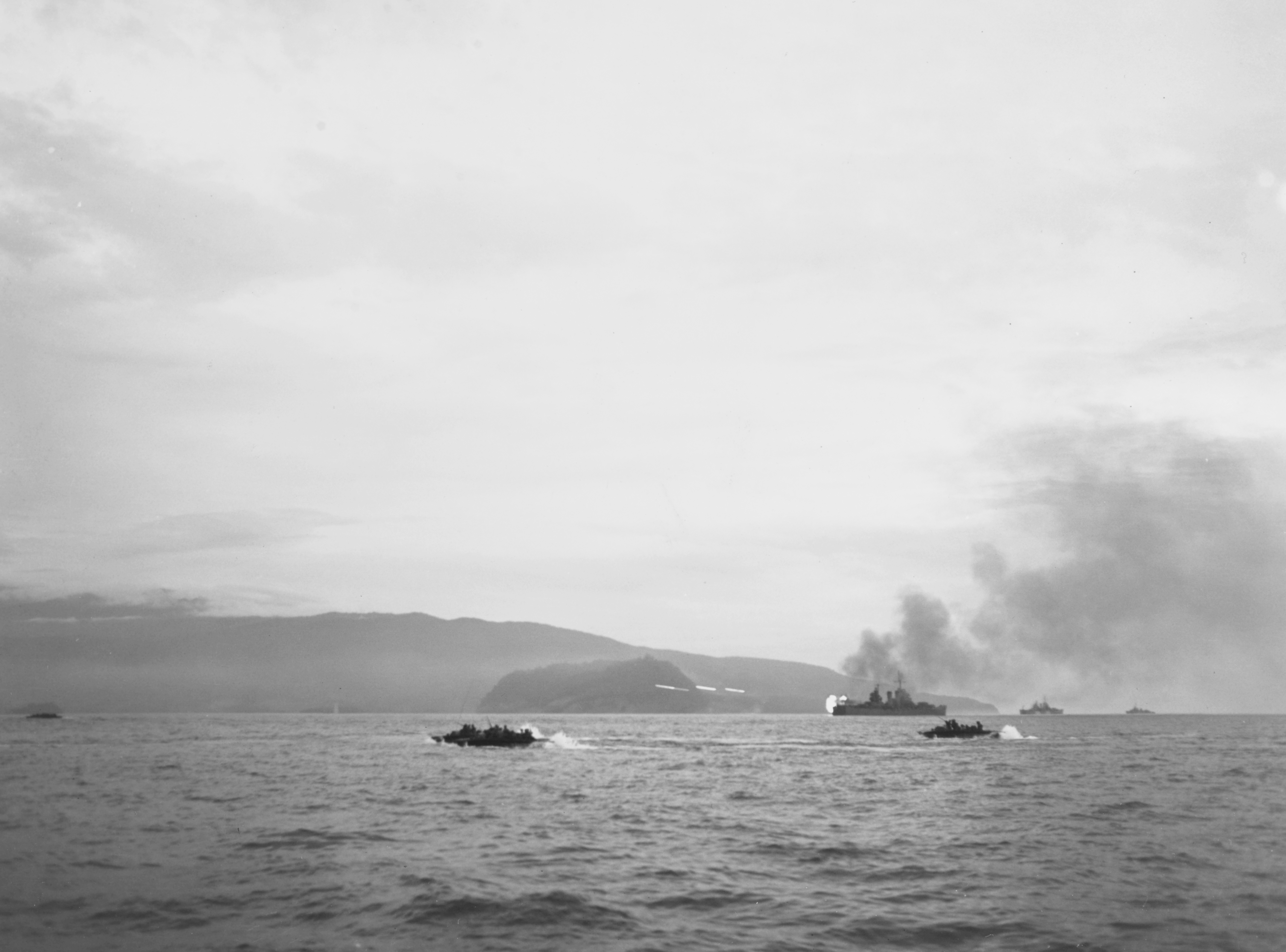
22 de abril de 1944. Los LVT (vehículos de desembarco rastreados) en primer plano se dirigen a las playas de invasión en la Bahía de Humboldt, Nueva Guinea Neerlandesa, mientras los cruceros ligeros USS Boise (disparando proyectiles, centro derecha) y el USS Phoenix bombardean la costa. (Fotógrafo: Tech 4 Henry C. Manger).

Las Operaciones Temeraria y Persecución fueron los desembarcos anfibios aliados en Hollandia y Aitape, respectivamente, que comenzaron la campaña de Nueva Guinea occidental. Tanto la batalla de Hollandia como el desembarco en Aitape comenzaron el 22 de abril de 1944.
En la Operación Temeraria, las divisiones de infantería 24.ª y 41.ª de los Estados Unidos, bajo el mando del Teniente General Robert L. Eichelberger, aterrizaron en las bahías de Tanahmerah y Humboldt cerca de Hollandia en la Nueva Guinea Neerlandesa (más tarde conocida como Jayapura, Indonesia).
En la Operación Persecución, el 163.º Equipo de Combate Regimental, separado de la 41.ª División de Infantería de los EE. UU., y el Works Wing n.º 62 de la Real Fuerza Aérea Australiana (RAAF) aterrizaron simultáneamente en Aitape, en el Territorio Australiano de Nueva Guinea (más tarde Papúa Nueva Guinea) a unos 230 km) al este de Hollandia.